# Colt 2000
Colt 2000 або All American 2000 самозарядний 9 м пістолет на полімерній рамі або на рамі з алюмінієвого сплаву з обертовим стволом та закритим затвором, магазин на 15 набоїв виробництва компанії Colt.
Пістолет розробили К. Рід Найт та Юджин Стоунер, Кольт сподівався, що завдяки пістолети він зможе повернути собі долю на ринку поліцейської зброї, оскільки підрозділи поліції США почали переходити з револьверів подвійної дії на самозарядні пістолети. Проте, на пістолет скаржилися через не точну стрільбу і ненадійність, і це розцінюється, як провал.

## Історія
Colt All American 2000 було представлено в 1990 році на виставці SHOT Show. Це була спільна кількарічна розробка Ріда Найта та Юджина Стоунера з Knight's Armament. Після того як конструкція була передана Кольту, обидва конструктори вже не могли внести значних змін в фінальну конструкцію.
Рід Найт зауважував, що пістолет повинен мати зусилля спуску в 6 фунтів. Кольт збільшив його до 12 фунтів та подовжив ствол і руків'я. Colt 2000 був виготовлений з деталей, вироблених третьою стороною і зібрано на заводі компанії в Західному Хартфорді.
Незважаючи на нововведення і назву Кольт, пістолет ряснів повідомленнями про неточність і ненадійність, його довелося відкликати в 1993 році через міркування безпеки.  Масовий запуск виробництва не вдався, і виробництво All American 2000 закінчилося в 1994 році. Президент Кольт Рон Уїтакер заявив, що обсяг продажів недостатній для того, щоб виробництво залишалося рентабельним.
Історик Кольта Рік Сапп назвав пістолет "однією з найбільш прикрих невдач в історії компанії." Массад Аюб особливо критично ставився до конструкції, називаючи її "сумним і потворним з жалюгідною точністю".

## Конструкція
Ударно-спусковий механізм Colt 2000 було засновано на старих конструкціях вогнепальної зброї початку двадцятого століття. Наприклад, обертовий ствол, базувався на конструкції пістолета Steyr 1912, а механізм роликового блокування базувався на французькій конструкції Manufacture d'Armes et des Cycles de Saint-Etienne 1914 року. Ці особливості дозволяють ствола та затвора працювати як єдине ціле, рухаючись назад, поки виступ ствола не повернеться в кулачковий блок і не зупиниться. Потім виступи ствола вирівнюються, дозволяючи затвору продовжити рух назад, і відбувається вилучення і викид порожньої гільзи. Пістолет можна розібрати на сім основних частин. На відміну від більшості інших пістолетів з полімерними рамками, All-American 2000 мали з'ємні щічки.
Версія пістолета з алюмінієвою рамкою і дерев'яними щічками руків'я була зроблена на додаток до версії з полімерної рамкою, і обидві ці версії затребувані колекціонерами Colt Firearms через невелику кількість вироблених екземплярів протягом їх короткого виробничого циклу.